# Christian von Haugwitz
Christian von Haugwitz, per esteso Christian August Heinrich Curt von Haugwitz (Peuke-bei-Öls, 11 giugno 1752 – Venezia, 9 febbraio 1832), è stato un giurista, politico e diplomatico prussiano.
Era figlio del presidente della Camera del Württemberg, Karl Wilhelm Friedrich von Haugwitz (1704–1786), signore erede di Krappitz e Steinau, Peuke e Pannwitz, e della di lui consorte Johanna Sibylle von der Marwitz (1719–1801), del casato dei Sellin.

## Biografia
Christian Haugwitz, appartenente alla famiglia benestante degli Haugwitz, una linea dei quali, quella morava, era cattolica, mentre l'altra, quella della Slesia, era protestante; studiò diritto a Halle e a Gottinga, trascorse più anni in Italia, visse dieci anni nei suoi possedimenti in Slesia e fu scelto dalle classi slesiane nel 1791 Direttore generale del territorio. Nel 1774 fu accolto nella loggia massonica "Minerva alle tre palme". Nel 1775 appartenne alla Società presso i fratelli Stolberg, cui aderì anche Goethe durante il suo viaggio in Svizzera.
Dopo lungo recalcitrare, si lasciò convincere da Federico Guglielmo II di Prussia ad entrare in servizio dello stato prussiano e nel 1792 fu nominato ambasciatore a Vienna. Richiamato a fine del medesimo anno a Berlino come ministro e soprattutto incaricato di politica estera, stipulò il 19 aprile 1794 il trattato dell'Aia e convinse la Prussia, grazie alla sua influenza, alla pace di Basilea (5 aprile 1795), con la Francia rivoluzionaria. In premio ricevette beni del valore di 200.000 talleri.
Dal 1802 in avanti gestì il Ministero degli esteri praticamente da solo. Subentrò nell'organizzazione della politica estera in modo sempre crescente al suo rappresentante Johann Wilhelm Lombard, che da parte sua conduceva una politica filo-francese. Allorché i francesi occuparono nel 1803 lo Hannover, violando in questo modo la neutralità degli stati della Germania settentrionale, e dopo che il re aveva rifiutato la sua richiesta di sollecitarne lo sgombero o dichiarare guerra alla Francia, Haugwitz si ritirò nei suoi possedimenti nell'agosto del 1804 e fu sostituito nella sua carica da Karl August von Hardenberg.
Nel 1805 fu nuovamente richiamato, per presentare a Napoleone un ultimatum, ma temporeggiò finché il quest'ultimo non ottenne, il 2 dicembre, la decisiva vittoria nella battaglia di Austerlitz, per cui Haugwitz fu costretto a concludere, il 15 dicembre, il trattato di Schönbrunn, con il quale la Prussia cedette Ansbach, Kleve e Neuenburg alla Francia e di conseguenza anche lo Hannover.
Un nuovo trattato, concluso da Haugwitz il 15 febbraio 1806 a Parigi, isolò completamente la Prussia e condusse alla rottura con la Gran Bretagna. Tuttavia Haugwitz rimase a capo del suo ufficio.
Infine Haugwitz non poté più impedire la rottura con la Francia, cui conseguì la guerra del 1806, alla fine della quale si ebbe un'ulteriore spaccatura del territorio prussiano.
Haugwitz si trovava all'inizio nel quartier generale, accompagnò quindi il re nella Prussia orientale e fu congedato nel novembre 1806, ritirandosi quindi a vita privata.

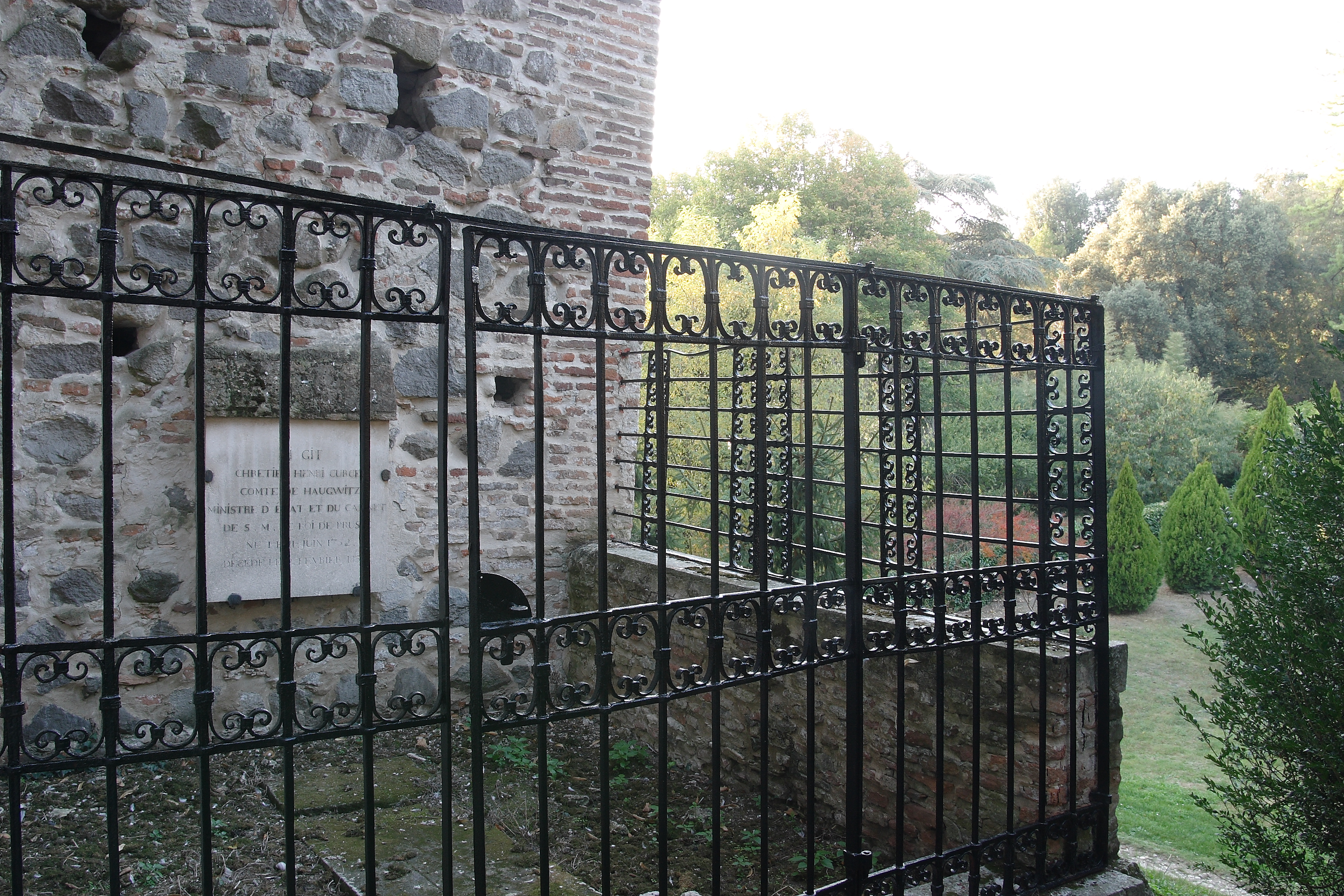
Tomba di Christian von Haugwitz a Este

Nel 1811 fu nominato amministratore dell'Università di Breslavia, ma dopo il 1820 visse prevalentemente in Italia tra Venezia, Padova e nella Villa Contarini in quel di Este, ove la sua salma fu tumulata dopo che era stato sorpreso dalla morte in Venezia.
Cercò di giustificare la propria politica, scrivendo Fragment des mémoires inédits du comte de Haugwitz ("Frammento delle memorie inedite del conte di Haugwitz " - Jena 1837)

## Matrimonio e discendenza
Haugwitz sposò nel 1777 Lossow Johanna Katharina von Tauentzien (nata nel 1755), figlia del generale Friedrich Bogislav von Tauentzien. La coppia ebbe parecchi figli, tra i quali:
- Paul (1791–1856), tenente colonnello prussiano, aiutante del generale Tauentzien von Wittenberg e del generale e feldmaresciallo Yorck von Wartenburg, e scrittore
- Catharina, che sposò il conte prussiano Hans Wilhelm Adolf von Kalckreuth (1766–1830)